# Alue Dama (Baktiya)
Alue Dama is een bestuurslaag in het regentschap Aceh Utara van de provincie Atjeh, Indonesië. Alue Dama telt 459 inwoners (volkstelling 2010).